# Diocesi di Montepulciano-Chiusi-Pienza

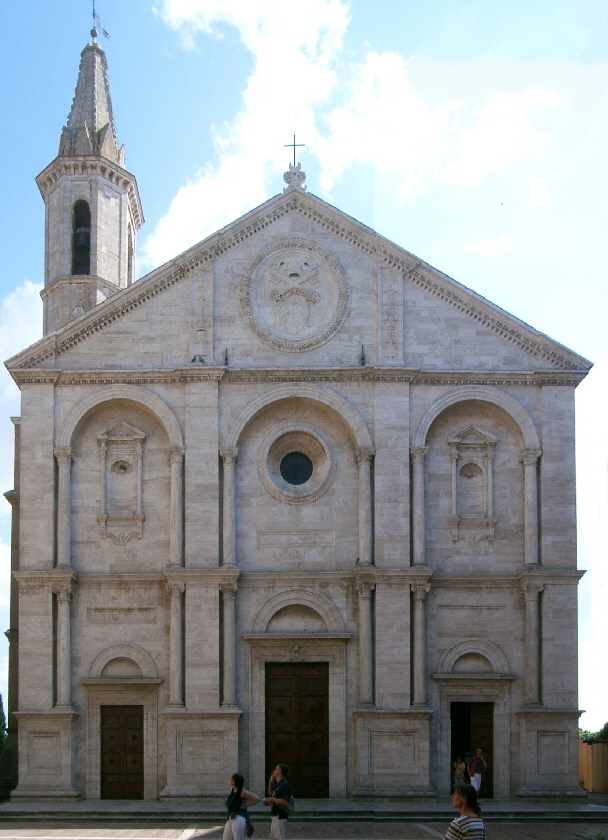
La concattedrale di Santa Maria Assunta di Pienza

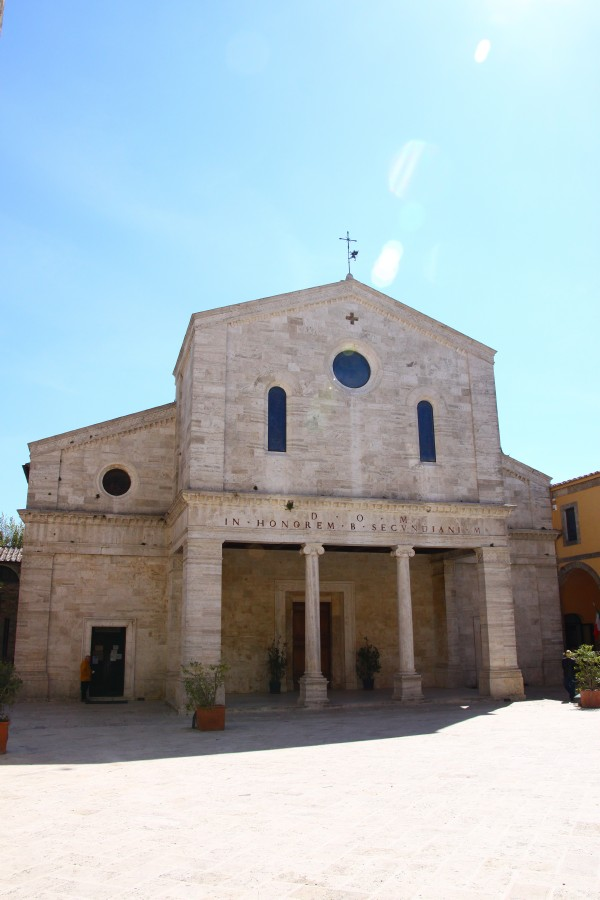
La concattedrale di San Secondiano di Chiusi

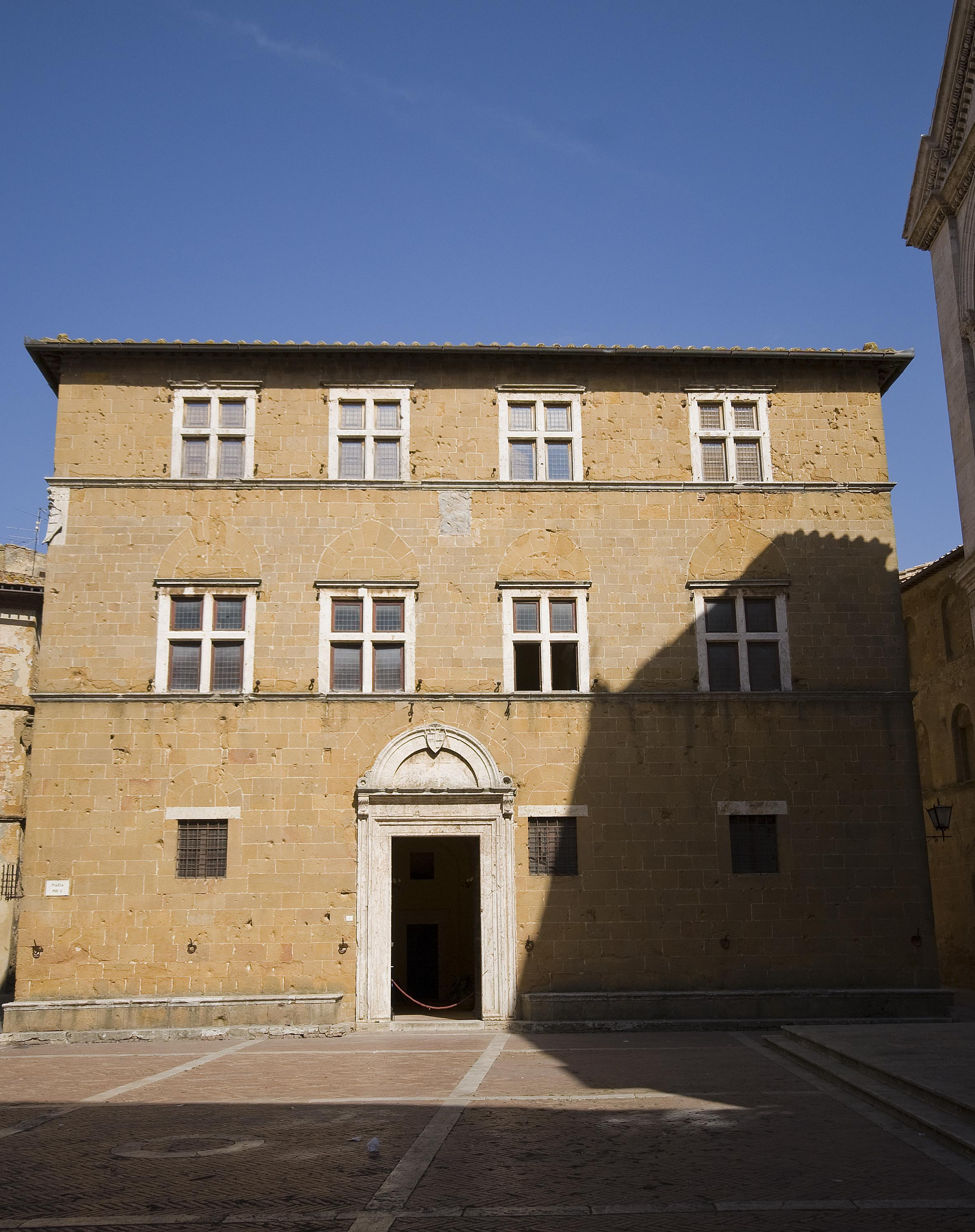
Il palazzo vescovile di Pienza, sede del locale museo diocesano d'arte sacra

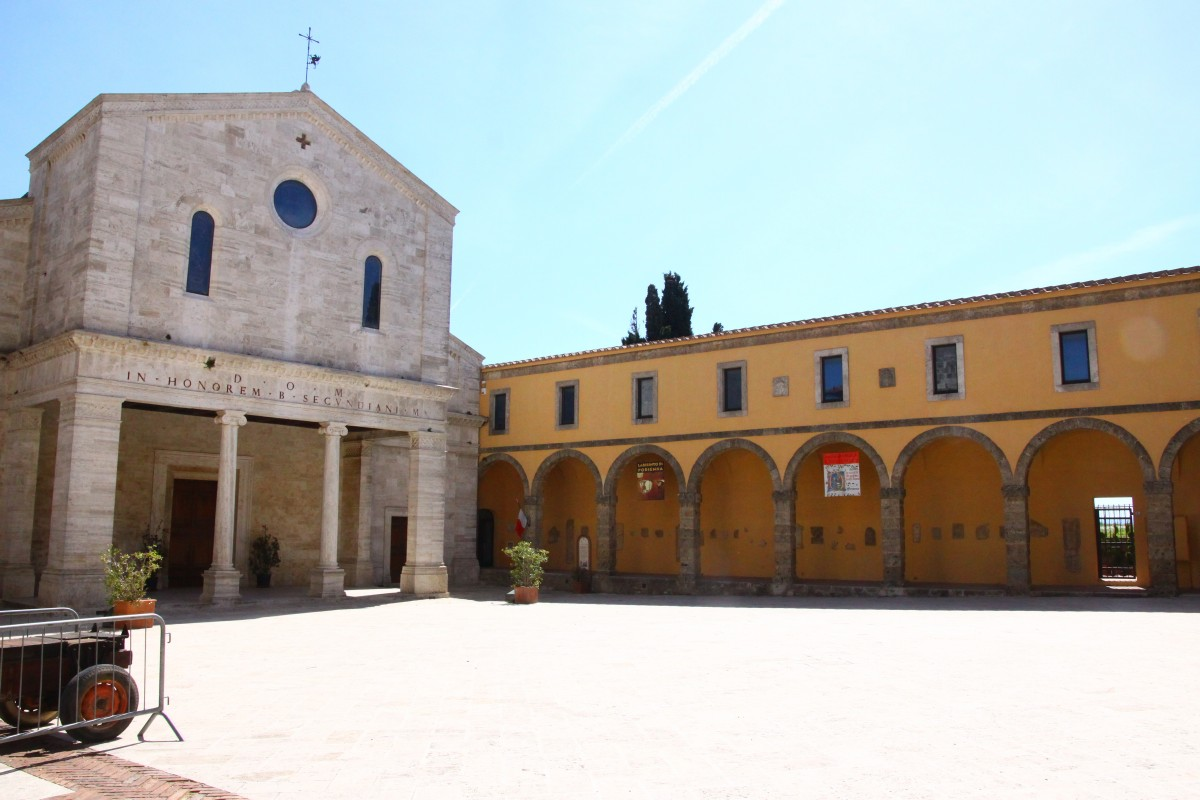
La concattedrale e il palazzo vescovile di Chiusi, sede del museo diocesano della cattedrale e cunicoli etruschi

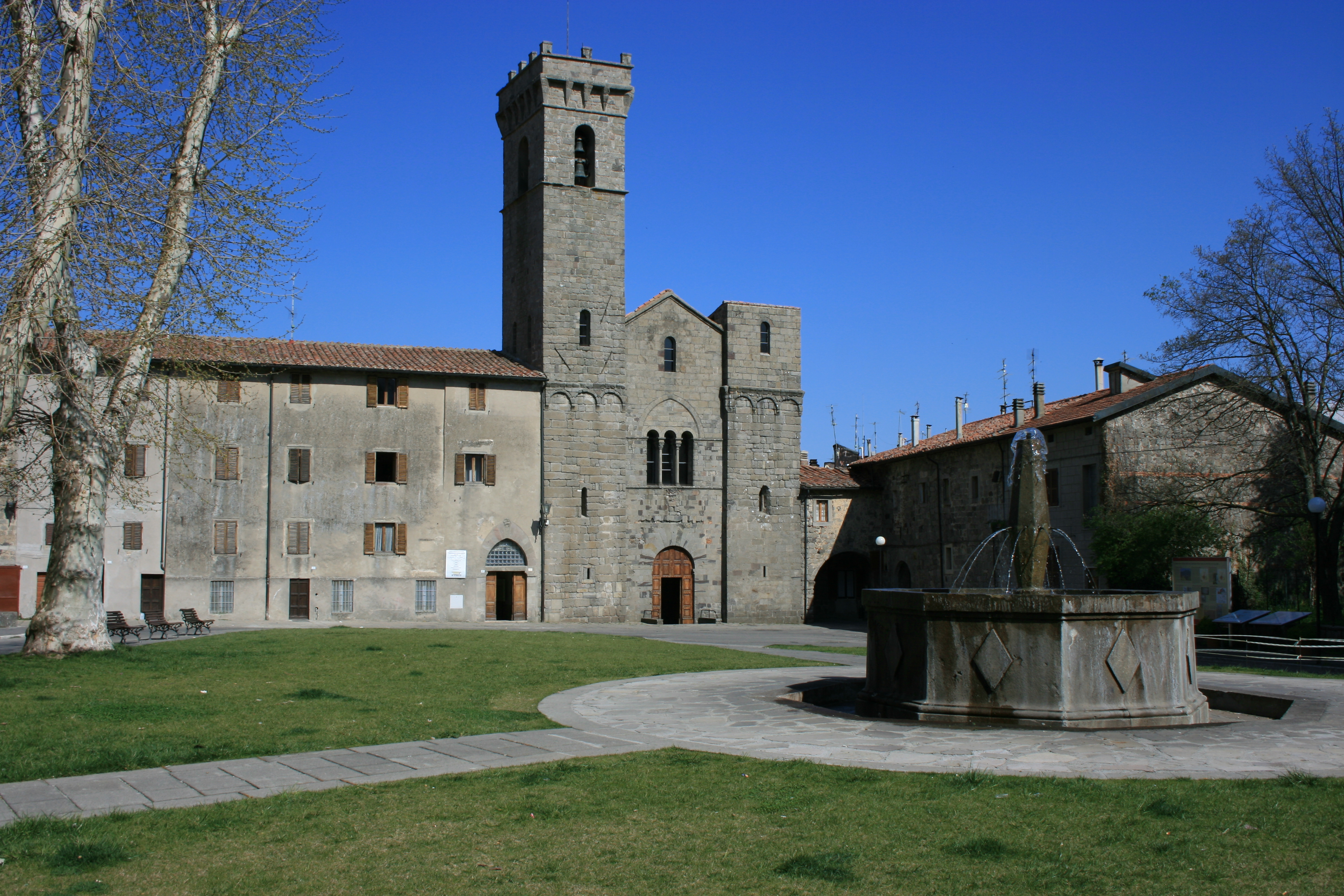
L'abbazia di San Salvatore del monte Amiata, attestata dal 762

La diocesi di Montepulciano-Chiusi-Pienza (in latino Dioecesis Montis Politiani-Clusina-Pientina) è una sede della Chiesa cattolica in Italia suffraganea dell'arcidiocesi di Siena-Colle di Val d'Elsa-Montalcino appartenente alla regione ecclesiastica Toscana. Nel 2023 contava 67.700 battezzati su 71.700 abitanti. È retta dal vescovo cardinale Augusto Paolo Lojudice.

## Territorio
La diocesi comprende i comuni della provincia di Siena di Abbadia San Salvatore, Cetona, Chianciano Terme, Chiusi, Montepulciano, Pienza, Radicofani, San Casciano dei Bagni, Sarteano, Torrita di Siena e Trequanda; fanno parte della diocesi anche il centro comunale di Sinalunga con le sue frazioni di Bettolle, Scrofiano e Guazzino, e San Giovanni d'Asso, dal 2017 frazione di Montalcino.
Sede vescovile è la città di Montepulciano, dove si trova la cattedrale di Santa Maria Assunta. A Pienza e a Chiusi sorgono le due concattedrali, dedicate rispettivamente a Santa Maria Assunta e a San Secondiano.

### Parrocchie e vicariati
Il territorio si estende su 1.068 km² ed è suddiviso in 46 parrocchie, raggruppate in 3 vicarie foranee:
- la vicaria di Chiusi-Chianciano-Montepiesi comprende 17 parrocchie:
  - nel comune di Abbadia San Salvatore: Santa Croce e Santissimo Salvatore;
  - nel comune di Cetona: San Michele Arcangelo e San Lazzaro (Piazze);
  - nel comune di Chianciano Terme: San Giovanni Battista e Santa Maria della Stella;
  - nel comune di Chiusi: San Francesco, San Secondiano, Santa Maria della Pace (Chiusi Scalo), Santa Maria Bambina (Montallese), Santissimo Nome di Maria (Querce al Pino);
  - nel comune di Radicofani: San Pietro;
  - nel comune di San Casciano dei Bagni: San Cassiano, Santa Maria Assunta (Palazzone), San Paolo Converso (Celle sul Rigo);
  - nel comune di Sarteano: San Lorenzo e San Martino;
- la vicaria di Pienza-Val di Chiana-Val d'Asso comprende 18 parrocchie:
  - nel comune di Pienza: Santi Vito e Modesto, Santi Leonardo e Cristoforo (Monticchiello), Sant'Anna in Camprena;
  - nel comune di Sinalunga: San Martino, San Pietro ad Mensulas (Pieve di Sinalunga), San Cristoforo (Bettolle), Santa Maria delle Grazie (Guazzino), San Biagio (Scrofiano);
  - nel comune di Trequanda: Santi Pietro e Andrea, Santa Maria Assunta (Castelmuzio), Santi Pietro e Paolo (Petroio);
  - nel comune di Torrita di Siena: Nostra Signora del Rosario, Santi Costanzo e Martino, San Leonardo (Montefollonico);
  - nel comune di Radicofani: Santa Maria Assunta (Contignano);
  - nel comune di Montalcino: San Lorenzo (Monterongriffoli), Santissima Annunziata (Montisi), San Giovanni Battista (San Giovanni d'Asso);
- la vicaria di Montepulciano comprende 11 parrocchie nella città e nelle frazioni di Montepulciano: Sant'Agnese, Sant'Agostino, San Biagio, Santa Maria delle Grazie, Santissimo Nome di Gesù, San Pietro (Abbadia), San Vittorino e Santissima Concezione (Acquaviva), Sant'Egidio (Gracciano), Sacro Cuore (Montepulciano Stazione), Sant'Albino (Sant'Albino) e San Lorenzo (Valiano).

Le vicarie rispecchiano il territorio delle tre diocesi di Montepulciano, Chiusi e Pienza al momento dell'unione nel 1986.

## Storia
L'odierna diocesi è frutto della "piena unione", stabilita nel 1986, di tre antiche sedi episcopali: la diocesi di Chiusi, documentata agli inizi del IV secolo, la diocesi di Pienza, eretta nel 1462, e la diocesi di Montepulciano, costituita nel 1561.

### Diocesi di Chiusi
Secondo la tradizione, di nessun valore storico, la fede cristiana sarebbe stata predicata nel territorio di Chiusi dai santi Apollinare di Ravenna e Marziale di Limoges, discepoli di san Pietro. Le evidenze archeologiche documentano una presenza cristiana tra II e III secolo; a queste si devono aggiungere due importanti catacombe, quella di Santa Caterina d'Alessandria e quella di Santa Mustiola.
È proprio in quest'ultima catacomba che è stata trovata la più antica attestazione dell'esistenza della diocesi di Chiusi, con l'epitaffio del vescovo Lucius Petronius Dexter, sposato e padre di cinque figli, morto a 66 anni il 10 dicembre 322. Nella stessa catacomba si sono rinvenuti gli epitaffi del diacono Sulpicius Felicissimus e dell'esorcista Sentius Respectus, che attestano un'articolata organizzazione ecclesiale a Chiusi nel IV secolo, cosa che fa supporre l'esistenza della diocesi già nella seconda metà del III secolo.
A metà del VI secolo è documentata l'esistenza del vescovo Fiorentino, menzionato in una lettera di papa Pelagio I del marzo 559. Basandosi su un'iscrizione scolpita in un capitello del duomo di Chiusi, la tradizione ha attribuito a questo vescovo la costruzione della cattedrale di San Secondiano.
In epoca longobarda, nella prima metà dell'VIII secolo, il duca longobardo di Chiusi, Gregorio, e sua moglie, Austreconda, su istanza del vescovo Arcadio, fecero ricostruire nel 729 la basilica di Santa Mustiola, oggi non più esistente, nella zona subdiale delle sue catacombe. Questa costruzione contribuì a rinnovare e a divulgare il culto verso la santa chiusina.
La presenza monastica benedettina è attestata nella diocesi di Chiusi a partire dall'VIII secolo e numerosi furono i monasteri, priorati ed eremi che fiorirono nel territorio chiusino. Tra questi sono da menzionare tre grandi abbazie benedettine: San Salvatore sul Monte Amiata, Sant'Antimo e Farneta. Per la loro potenza e le loro ricchezze, queste abbazie ottennero ben presto l'esenzione da ogni giurisdizione del vescovo di Chiusi, cosa che innescò inevitabili contrasti e lunghe vertenze con corsi e ricorsi alla Sede Apostolica. In particolare i vescovi chiusini intrapresero una lunga lotta con gli abati dell'Amiata, che ottennero la definitiva esenzione dalla giurisdizione vescovile a metà dell'XI secolo. L'abbazia di Sant'Antimo, invece, perse il diritto di nullius dioecesis nel 1462, quando entrò a far parte della diocesi di Montalcino.
Sul finire del XII secolo ai vescovi di Chiusi fu concessa la sovranità temporale sulla città episcopale e sul territorio circostante. Tale diritto fu concesso dall'imperatore Enrico VI al vescovo Teobaldo II nel 1196 e rinnovato dagli imperatori successivi ai vescovi Gualfredo e Ermanno, rispettivamente nel 1209 e nel 1219.
Nel 1191 papa Celestino III indirizzò al vescovo Teobaldo II una bolla di conferma dell'immediata soggezione dalla Sede Apostolica della diocesi chiusina. Lo stesso documento elenca tutte le pievi dipendenti direttamente dall'autorità ecclesiastica dei vescovi di Chiusi, che danno un'idea dell'ampiezza della diocesi alla fine del XII secolo. Secondo Maroni, «i Santi titolari di queste pievi, tutti venerati in età prelongobardica, e l'ampiezza dei territori al centro dei quali furono edificate, ci stanno ad indicare che l'elenco riflette un'organizzazione ecclesiastica del territorio chiusino, che si è mantenuta sostanzialmente integra dal IV-V secolo quando le pievi vennero fondate fino al 1191».
Questa situazione si modificò a partire dal XIV secolo, quando il vasto territorio chiusino fu smembrato per dare origine ad altre circoscrizioni ecclesiastiche: nel 1325 per l'erezione della diocesi di Cortona; nel 1462 per l'erezione delle diocesi di Pienza e di Montalcino; nel 1561 per l'erezione della diocesi di Montepulciano; nel 1600 per l'erezione della diocesi di Città della Pieve.
Il 23 aprile 1459, per volontà del papa senese Pio II, ebbe termine l'immediata soggezione alla Santa Sede e la diocesi chiusina divenne suffraganea della sede metropolitana di Siena.
A partire dal Seicento, a causa della depressione economica della città chiusina, del suo impoverimento demografico e del rischio della malaria, i vescovi presero l'abitudine di risiedere per lunghi periodi durante l'anno nel palazzo vescovile di Chianciano. Nello stesso periodo, gli abati di San Salvatore del monte Amiata rivendicarono la giurisdizione su alcune parrocchie della diocesi, il cui numero era di molto diminuito dopo le cessioni dei secoli precedenti; la causa intercorsa presso le curia romana tra gli abati e i vescovi di Chiusi fu vinta da questi ultimi all'inizio del Settecento, riuscendo finalmente ad imporre la propria autorità su tutto il territorio diocesano.
Il 15 giugno 1772 la diocesi di Chiusi fu unita aeque principaliter con quella di Pienza, in forza della bolla Quemadmodum di papa Clemente XIV. Contestualmente, un'ulteriore decurtazione del territorio chiusino portò alla cessione alla diocesi di Montalcino dei territori di Monticello, Montelaterone, Castel del Piano e Arcidosso.

### Diocesi di Pienza

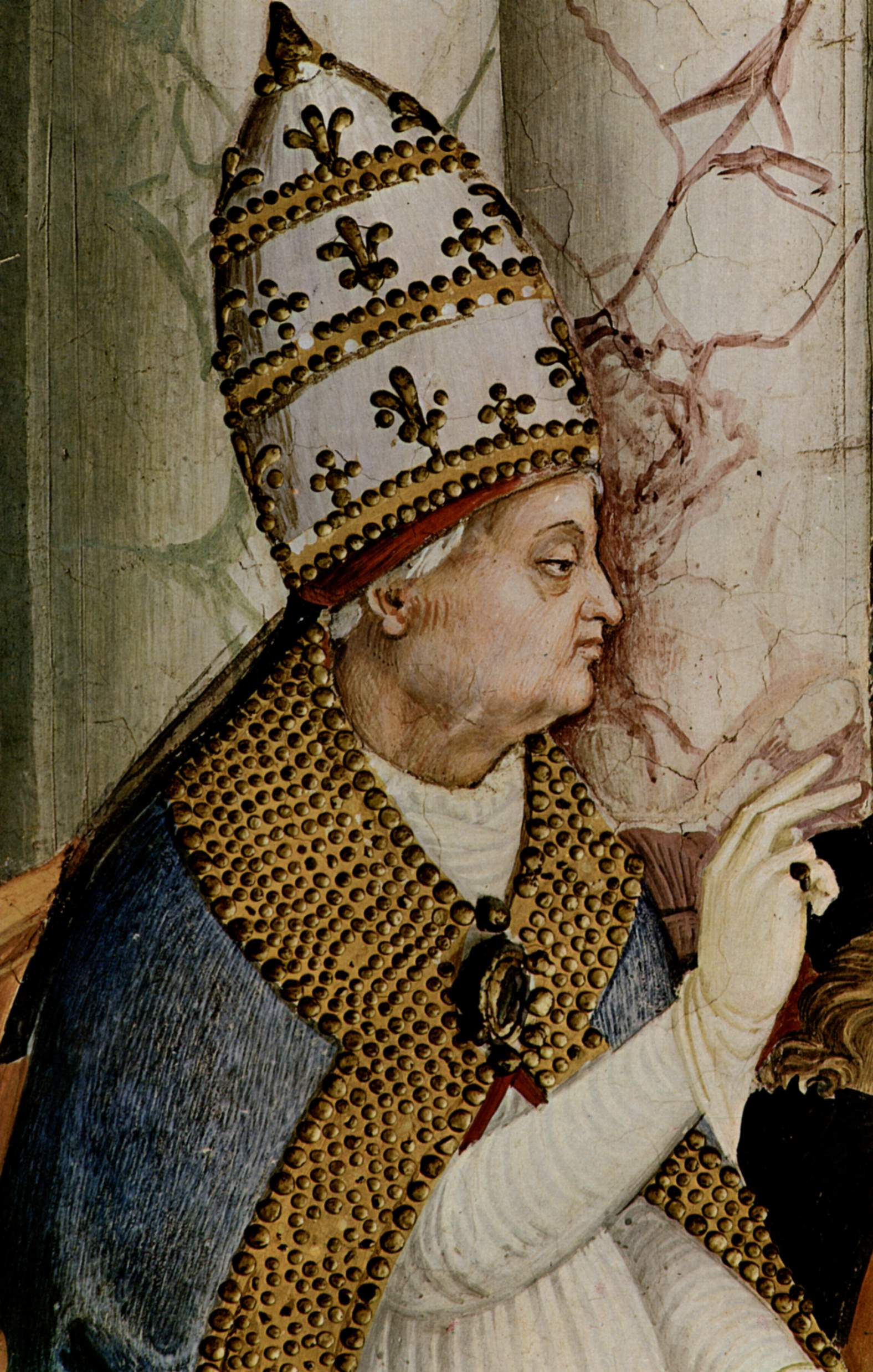
Pinturicchio, Pio II benedicente, particolare tratto dal ciclo d'affreschi della Libreria Piccolomini della cattedrale di Siena

Non solo l'istituzione della diocesi, ma anche la fondazione della stessa città di Pienza sono dovute alla ferma volontà di papa Pio II, al secolo Enea Silvio Piccolomini, nativo di Corsignano, antico nome della città pientina. Questi atti «rappresentano senza ombra di dubbio il caso limite di una piccola comunità rurale (Corsignano), che non avrebbe mai potuto in alcun modo aspirare a diventare sede vescovile, trasformata in città (Pienza) dalla sola volontà di un Pontefice». Per alcuni autori, la diocesi di Pienza non fu nient'altro che una «creatura artificiale, nata per il capriccio di un papa umanista».
La prima testimonianza della volontà del papa di erigere la diocesi di Pienza è la decisione presa in concistoro il 15 febbraio 1462 e trasmessa, con un breve apostolico, alla Signoria di Siena lo stesso giorno. La diocesi fu eretta il 13 agosto successivo con la bolla Pro excellenti di Pio II, che eresse a cattedrale della nuova diocesi la chiesa di Santa Maria di Corsignano, debitamente ricostruita su ordine pontificio da Bernardo Rossellino. Con la stessa bolla il papa eresse anche la diocesi di Montalcino, che fu unita aeque principaliter alla sede di Pienza; entrambe le diocesi furono rese immediatamente soggette alla Santa Sede.
Due settimane dopo, il 28 agosto, Pio II emanò una seconda bolla, con la quale il pontefice concesse il giuspatronato passivo sulla diocesi, sulla cattedrale, sul capitolo e sull'Opera della cattedrale alla sua famiglia, i Piccolomini. Le condizioni stabilite dalla bolla furono talmente favorevoli ai Piccolomini che alcuni storici arrivano ad affermare che di fatto la diocesi di Pienza era considerata da questi alla stregua di un bene di famiglia.
La diocesi fu costituita da territori sottratti alle diocesi di Arezzo e di Chiusi. Dalla diocesi di Chiusi, Pienza acquisì la giurisdizione ecclesiastica sulle chiese di Rocca d'Orcia con Bagno Vignoni, Castiglione d'Orcia, Campiglia e Bagni San Filippo, San Pietro in Campo, Contignano, Perignano e Castelvecchio, Vignoni, Monticchiello, Fabbrica. Dalla diocesi di Arezzo acquisì le parrocchie di San Quirico (pieve dei Santi Quirico e Giulitta e cura di Santa Maria), Montefollonico, Torrita, Scrofiano, Petroio, Castelmuzio, Trequanda, Monterongriffoli, Montisi, San Giovanni d'Asso, Lucignano d'Asso, Vergelle e la stessa Corsignano. Con una successiva bolla, pubblicata il 29 gennaio 1464, furono aggiunti anche i territori di Sinalunga, Bettolle e Montegiovi, appartenute fino a quel momento alla diocesi di Chiusi.
Eccetto il primo vescovo, i successivi prelati fino a tutto il XVI secolo appartenevano alla famiglia Piccolomini. Benché non avessero il giuspatronato attivo, riuscirono «a gestire autonomamente la nomina del vescovo con un utilizzo spesso spregiudicato dell'istituto della resignatio in favorem tertii». Infatti, nel 1498 e nel 1510 i vescovi in carica, con il consenso della Santa Sede, rinunciarono alle due diocesi a favore di altri membri della famiglia. Invece, nel 1528 e nel 1554 i vescovi in carica rinunciarono alla sede di Montalcino, mantenendo la sola sede di Pienza, a favore di nipoti, i quali, alla morte o dimissione dello zio, riassumevano la carica di entrambe le diocesi. Questa gestione familiare delle due cattedre vescovili ebbe termine il 23 maggio 1594, con la bolla Ad exequendum di papa Clemente VIII, che decise la separazione della diocesi di Montalcino da quella di Pienza, con effetto a partire dalla fine dell'episcopato di Francesco Maria Piccolomini, avvenuta con la sua morte nel 1599.
Il 15 dicembre di quest'anno il papa poté, per la prima volta dal 1462, nominare liberamente un vescovo nella persona di Gioia Dragomanni, il quale si dette da fare per sottrarre al controllo dei Piccolomini le istituzioni diocesane. «L'estinzione del ramo toscano dei Piccolomini d'Aragona insieme alla fermezza del vescovo Dragomanni e dei successori nel non tollerare più simili ingerenze determinarono il tramonto dell'influenza dei patroni nella vita religiosa pientina».
Apparteneva alla diocesi di Pienza anche parte del territorio attuale dell'abbazia di Monte Oliveto Maggiore, abbazia che era invece fino al 1765, anno in cui fu eretta in "territoriale", sotto la giurisdizione del vescovo di Arezzo.
Il primo tentativo di istituire il seminario vescovile pientino fu eseguito dal vescovo Giovanni Spennazzi nel 1657, nei locali dell'ex convento di San Francesco di Pienza; ma questo tentativo fallì, come pure quello messo in atto dal vescovo Settimio Cinughi (1725-1740). Solo con Giuseppe Pannilini venne finalmente eretto il seminario, per le due diocesi di Pienza e Chiusi, nei locali del convento di San Francesco di Pienza, inaugurato il 19 novembre 1792.
Nel Settecento, oltre a una grave crisi demografica, la diocesi dovette subire anche pesanti difficoltà economiche, a causa della penuria delle risorse economiche controllate direttamente dai vescovi pientini, cosa che impedì, tra le altre, la realizzazione dei decreti di riforma decisi dal concilio di Trento, proprio per la mancanza delle dovute coperture finanziarie. Francesco Maria Piccolomini, diventato vescovo nel 1741, cercò di porre rimedio a questo stato di cose per recuperare i diritti episcopali e difendere l'autonomia ecclesiastica contro i poteri forti. Questo gli attirò molte antipatie, finché nel marzo 1764 fu espulso dal Granducato di Toscana e dovette riparare a Roma, da dove governò la sua diocesi, tramite il vicario generale, fino alle dimissioni, date nel 1772.
Il 15 giugno 1772 le diocesi di Chiusi e di Pienza furono unite aeque principaliter con la bolla Quemadmodum di papa Clemente XIV; la bolla confermò la suffraganeità di Chiusi all'arcidiocesi di Siena e l'immediata soggezione alla Santa Sede della diocesi di Pienza. Contestualmente furono ridefiniti i confini della diocesi, che perse la parte occidentale a favore della diocesi di Montalcino e, in misura minore, dell'arcidiocesi di Siena.
Ulteriori modifiche territoriali furono realizzate nel Novecento: il 10 maggio 1947 la diocesi pientina cedette all'abbazia territoriale di Monte Oliveto Maggiore la parrocchie di San Nazario; il 28 ottobre 1977 anche quelle di Chiusure e Canonica Grossennana e acquisì dalla diocesi di Montalcino la parrocchia di Pieve a Salti nel territorio di San Giovanni d'Asso.. La parrocchia di Pieve a Salti già apparteneva alla diocesi di Pienza, ed era stata ceduta a quella di Montalcino nel 1789.

### Diocesi di Montepulciano
Incerta è l'epoca in cui la chiesa di Santa Maria Assunta di Montepulciano fu eretta in collegiata; di certo lo era già nel 1217, anno in cui si ha notizia di un arciprete di Montepulciano. Nel 1400 papa Bonifacio IX concesse all'arciprete il titolo abbaziale e l'uso della mitria e del pastorale. Nel 1480 papa Sisto IV dichiarò la collegiata esente dalla giurisdizione del vescovo di Arezzo e immediatamente soggetta alla Santa Sede.
La diocesi di Montepulciano fu eretta il 10 novembre 1561 con la bolla Ecclesiarum utilitatem di papa Pio IV, ricavandone il territorio da due diocesi limitrofe, quella di Chiusi e quella di Arezzo.
Dalla diocesi di Chiusi infatti furono acquisite le parrocchie di: San Giovanni a Villanuova (Totonella), San Vincenzo a Castelnuovo, San Vittorino d'Acquaviva, San Pietro all'Abbadia dei Caggiolari, San Silvestro presso Borgo Vecchio sulla Chiana, Sant'Albino in Parcia, Sant'Ilario d'Argiano, San Lorenzo a Valiano, San Egidio a Gracciano Vecchio, Sant'Andrea di Cervognano e Santa Mustiola alle Caggiole. Dalla diocesi di Arezzo, invece: la pieve di Santa Maria in Montepulciano; Sant'Agostino in Montepulciano (dalla riunione di San Bernardo e San Mustiola); la parrocchia del Gesù in Montepulciano (San Bartolomeo); la parrocchia di S. Maria e Lucia (già Santa Maria della Veste nera); la parrocchia di San Bartolomeo a Caselle, (ora in San Biagio); la parrocchia di San Martino, ora in Santa Maria delle Grazie, sotto il borgo di Sant'Agnese; la parrocchia di Santa Maria a Nottola; la pieve della soppressa Badia di San Pietro a Ruoti in Val d'Ambra.
La diocesi era molto piccola, dato che il territorio diocesano comprendeva la sola città di Montepulciano con le sue contrade, e fu resa immediatamente soggetta alla Santa Sede. Grande merito nell'elevazione di Montepulciano a diocesi si deve attribuire al cardinale Giovanni Ricci, già vescovo di Chiusi, nativo della città, che fu nominato amministratore apostolico della nuova diocesi, in attesa della nomina del primo vescovo, avvenuta nel gennaio del 1562, nella persona dell'arciprete Spinello Benci.

### Diocesi di Montepulciano-Chiusi-Pienza

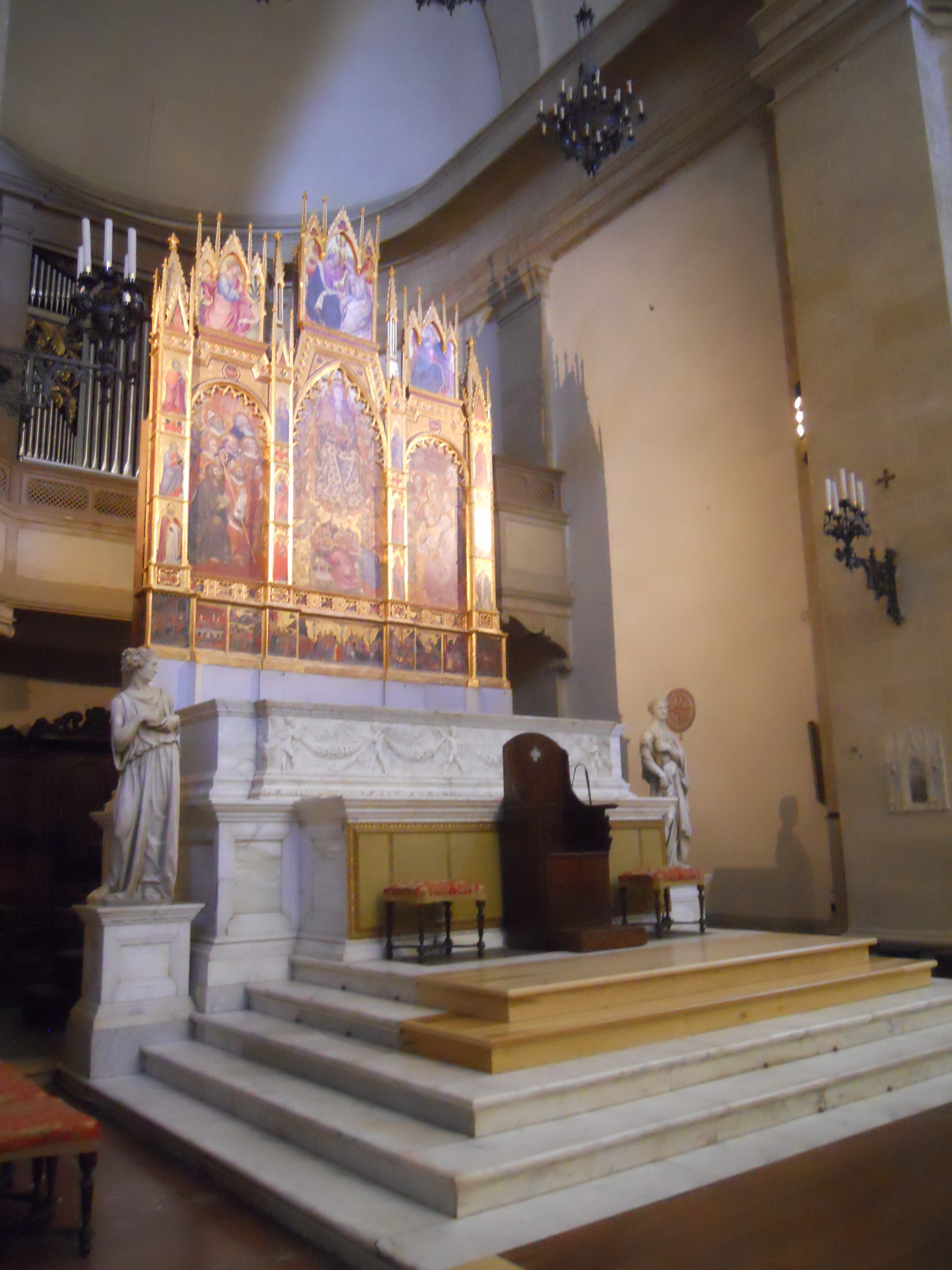
La cattedra episcopale nel duomo di Montepulciano

Alberto Giglioli, vescovo ausiliare dal 1970 al 1975 dell'amministratore apostolico di Montepulciano Mario Jsmaele Castellano (arcivescovo di Siena), fu nominato il 7 ottobre 1975, con due bolle distinte, vescovo di Montepulciano e vescovo delle diocesi unite di Chiusi e Pienza, le quali si trovavano ad essere così unite in persona episcopi, avendo però ciascuna diocesi propria autonomia giuridica.
Il 30 settembre 1986, in forza del decreto Instantibus votis della Congregazione per i Vescovi, fu stabilita la plena unione delle tre diocesi; la nuova circoscrizione ecclesiastica assunse il nome di diocesi di Montepulciano-Chiusi-Pienza e divenne suffraganea dell'arcidiocesi di Siena-Colle di Val d'Elsa-Montalcino.
Nell'occasione, la Badia di San Pietro a Ruoti in Val d'Ambra fu scorporata dalla diocesi di Montepulciano e venne inglobata nell'attuale diocesi di Arezzo-Cortona-Sansepolcro. Montepulciano conservò la cattedrale di Santa Maria Assunta e il suo capitolo, mentre i capitoli di Chiusi (San Secondiano) e di Pienza (Santa Maria Assunta) furono mantenuti come capitoli delle rispettive concattedrali. La curia di Montepulciano divenne l'unica curia diocesana.
Dal 21 luglio 2022 è unita in persona episcopi all'arcidiocesi di Siena-Colle di Val d'Elsa-Montalcino.

## Cronotassi dei vescovi
Si omettono i periodi di sede vacante non superiori ai 2 anni o non storicamente accertati.

### Vescovi di Montepulciano
- Giovanni Ricci † (10 novembre 1561 - 9 gennaio 1562 dimesso) (amministratore apostolico)

- Spinello Benci † (9 gennaio 1562 - 10 agosto 1596 deceduto)
- Sinolfo Benci † (24 gennaio 1597 - 5 giugno 1599 deceduto)
- Sallustio Tarugi † (10 gennaio 1600 - 1º ottobre 1607 nominato arcivescovo di Pisa)
- Roberto Ubaldini † (1º ottobre 1607 - 1622 dimesso)
- Alessandro Della Stufa † (2 ottobre 1623 - 1640 dimesso)
- Talento de' Talenti † (3 dicembre 1640 - 1651 deceduto)
- Leonardo Dati † (19 febbraio 1652 - 1652 deceduto)
- Marcello Cervini † (23 settembre 1652 - 8 agosto 1663 deceduto)
- Antonio Cervini † (13 agosto 1663 - 9 settembre 1706 deceduto)
- Callisto Lodigeri, O.S.M. † (11 aprile 1707 - 4 marzo 1710 deceduto)
- Francesco Maria Arrighi † (1º dicembre 1710 - settembre 1726 deceduto)
- Antonio Maria Vantini † (17 marzo 1727 - 19 gennaio 1746 deceduto)
- Pio Magnoni † (4 settembre 1747 - 4 ottobre 1755 deceduto)
- Pietro Maria Franzesi † (3 gennaio 1757 - 7 dicembre 1799 deceduto)
  - Sede vacante (1799-1802)
- Pellegrino Maria Carletti † (20 settembre 1802 - 4 gennaio 1827 deceduto)
  - Sede vacante (1827-1829)
- Ippolito Niccolai † (27 luglio 1829 - 17 dicembre 1832 deceduto)
- Pietro Saggioli † (23 giugno 1834 - 19 febbraio 1839 deceduto)
- Claudio Samuelli † (27 gennaio 1843 - 19 settembre 1854 deceduto)
  - Sede vacante (1854-1857)
- Ludovico Maria Paoletti † (3 agosto 1857 - 23 aprile 1890 deceduto)
- Felice Gialdini † (23 aprile 1890 succeduto - 28 novembre 1898 dimesso[30])
- Giuseppe Batignani † (28 novembre 1898 - 4 febbraio 1933 deceduto)
- Emilio Giorgi † (18 settembre 1933 - 8 giugno 1964 deceduto)
  - Sede vacante (1964-1975)[31]
- Alberto Giglioli † (7 ottobre 1975 - 30 settembre 1986 nominato vescovo di Montepulciano-Chiusi-Pienza)

### Vescovi di Chiusi
- Lucio Petronio Destro † (? - 10 dicembre 322 deceduto)[2]
- San Fiorentino † (menzionato nel 559)[3]
- Ecclesio † (prima del 600 - dopo il 604)[32]
- Marcellino † (menzionato nel 649)
- Teodoro † (prima del 676 - dopo il 680)
- Arcadio † (prima del 729 - dopo il 743)[33]
- Gisolfo † (menzionato nel 752)
- Andrea † (menzionato nell'826)
- Teobaldo I † (menzionato nell'835 o nell'845)[34]
- Taceprando † (menzionato nell'850 circa)[35]
- Liutprando † (menzionato nell'861)[36]
- Anonimo (Hispanus) † (fine del IX secolo)[37]
- Cristiano † (menzionato nel 911)
- Luto (o Liudo) † (prima del 967 - dopo il 968)[38]
- Arialdo † (prima del 998 - dopo il 1012/1021)[39]
- Guido I † (prima del 1027 - dopo il 1038)[40]
- Pietro I † (menzionato nel 1049)[38]
- Guido II † (menzionato nel 1055)[41]
- Pietro II † (menzionato a maggio 1058)[41]
- Giovanni † (menzionato ad aprile/maggio 1059)[38]
- Lanfranco Bovacciani † (prima del 1065 - dopo il 1098)[38][42]
- Pietro III † (prima del 1112 - dopo il 1127)[38]
- Martino † (prima del 1146 - dopo il 1147)[43]
- Uberto † (menzionato nel 1159)[44]
- Ranieri I † (menzionato nel 1176)
- Leone † (menzionato nel 1179)
- Teobaldo II † (prima del 1191 - dopo novembre 1196)[45]
- Gualfredo † (prima di dicembre 1200 - 1215 deposto)[46]
- Ermanno † (1215 - circa 1230 deceduto)[45]
- Pisano † (circa 1231 - dopo il 1237)
- Benedetto † (menzionato il 16 ottobre 1243)[47]
- Graziano ? † (circa 1243 - 10 agosto circa 1245 deceduto)[48]
- Frogerio o Frigerio † (? - 11 maggio 1248 nominato vescovo di Perugia)
- Pietro IV † (menzionato nel 1250)
- Ranieri II † (prima del 1260 - circa 1273 deceduto)
- Pietro V † (17 aprile 1273 - 1299 deceduto)
- Matteo de Medici di Orvieto, O.P. † (22 novembre 1299 - dopo il 1313 deceduto)
- Matteo Orsini, O.P. † (12 gennaio 1317 - 15 giugno 1322 deceduto)
  - Leonardo Fieschi † (9 luglio 1322 - 1327 dimesso) (amministratore apostolico)
- Ranieri III, O.S.B.Vall. † (25 settembre 1327 - circa 1342 deceduto)
- Angelo † (3 marzo 1343 - ? deceduto)
- Francesco Atti † (17 settembre 1348 - 17 aprile 1353 nominato abate di Montecassino)
- Biagio, O.Cist. † (12 agosto 1353 - 1357 deceduto)
- Biagio Geminelli † (21 agosto 1357 - ?)
- Giacomo Tolomei, O.F.M.Conv. † (1383 - 1384 nominato vescovo di Grosseto)
- Clemente Cennino † (1384 - ?)
- Matteo III † (9 dicembre 1388 - 1393 deceduto)
- Edoardo Michelotti, O.F.M. † (5 settembre 1393 - 29 febbraio 1404 nominato vescovo di Perugia)
- Antonio I, O.S.B. † (27 febbraio 1404 - 1410 deposto)
- Biagio Ermanni † (28 aprile 1410 - 16 novembre 1418 deceduto)
- Pietro Paolo Bertini † (14 dicembre 1418 - 1437 deceduto)
- Alessio de Cesari † (8 gennaio 1438 - 22 marzo 1462 nominato arcivescovo di Benevento)
- Giovanni Cinughi † (6 aprile 1462 - 7 ottobre 1462 nominato vescovo di Montalcino e Pienza)
- Gabriele Piccolomini, O.F.M. † (7 gennaio 1463 - 1483 deceduto)
- Lorenzo Mancini † (22 ottobre 1483 - ?)
- Antonio II † (1490 ? - 1497 deceduto)
- Sinolfo di Castel Lotario † (8 marzo 1497 - 14 gennaio 1503 deceduto)
- Bonifacio di Castel Lotario † (8 febbraio 1503 - 1504 deceduto)
- Niccolò Bonafede † (20 giugno 1504 - 1533 deceduto)
- Bartolomeo Ferratini † (14 gennaio 1534 - 6 gennaio 1534 deceduto)
- Gregorio Magalotti † (20 agosto 1534 - settembre 1537 deceduto)
  - Guido Ascanio Sforza di Santa Fiora † (11 gennaio 1538 - 20 marzo 1538 dimesso) (amministratore apostolico)
- Giorgio Andreasi † (20 marzo 1538 - 2 aprile 1544 nominato vescovo di Reggio Emilia)
  - Bartolomeo Guidiccioni † (2 aprile 1544 - 20 febbraio 1545 dimesso) (amministratore apostolico)
- Giovanni Ricci † (20 febbraio 1545 - 19 novembre 1554 dimesso)
- Figliuccio de Figliucci † (19 novembre 1554 - 1558 deceduto)
- Salvatore Pacini † (24 agosto 1558 - 20 marzo 1581 deceduto)
- Masseo Bardi, O.F.M. † (29 maggio 1581 - 1597 deceduto)
- Ludovico Martelli † (1597 - prima del 1601 deceduto)
- Fausto Mellari † (22 aprile 1602 - 1607 deceduto)
- Orazio Spannocchi † (12 gennaio 1609 - 5 settembre 1620 deceduto)
- Alfonso Petrucci † (16 novembre 1620 - marzo 1633 deceduto)
- Giovanni Battista Piccolomini † (20 giugno 1633 - 14 luglio 1637 deceduto)
- Ippolito Campioni † (14 dicembre 1637 - 27 gennaio 1647 deceduto)
- Carlo de' Vecchi † (2 marzo 1648 - 12 marzo 1657 dimesso)
- Alessandro Piccolomini † (12 marzo 1657 - 6 novembre 1661 deceduto)
  - Sede vacante (1661-1664)
- Marco Antonio Marescotti † (11 febbraio 1664 - 8 dicembre 1681 deceduto)
- Lucio Borghesi † (25 maggio 1682 - 31 luglio 1705 deceduto)
- Gaetano Maria Bargagli, O.S.B. † (22 febbraio 1706 - 30 giugno 1729 deceduto)
- Giovanni Battista Tarugi † (23 dicembre 1729 - 14 settembre 1735 deceduto)
- Pio Magnoni † (9 luglio 1736 - 4 settembre 1747 nominato vescovo di Montepulciano)
- Giustino Bagnesi, O.S.B.Oliv. † (15 luglio 1748 - 15 giugno 1772 nominato vescovo di Chiusi e Pienza)

### Vescovi di Pienza e Montalcino
- Giovanni Cinughi † (1º settembre[49] 1462 - 30 settembre 1470 deceduto)
- Tommaso del Testa Piccolomini † (26 ottobre 1470 - 1482 deceduto)
- Agostino Patrizi Piccolomini † (19 gennaio 1484 - 26 ottobre[49] 1495 deceduto)
  - Francesco Todeschini Piccolomini † (31 ottobre 1495 - 1498 dimesso, poi eletto papa con il nome di Pio III) (amministratore apostolico)[50]
- Girolamo Piccolomini I † (14 marzo 1498 - 1510 dimesso)
- Girolamo Piccolomini II † (9 dicembre 1510 - 1535 deceduto)[51]
- Alessandro Piccolomini † (1535 - 4 dicembre 1563 deceduto)[52]
- Francesco Maria I Piccolomini † (20 aprile 1554 - 12 luglio[49] 1599 deceduto)[53]

### Vescovi di Pienza
- Gioia Dragomanni † (15 dicembre 1599 - 26 dicembre 1630 deceduto)
- Scipione Pannocchieschi d'Elci † (28 luglio 1631 - 3 marzo 1636 nominato arcivescovo di Pisa)
- Ippolito Borghesi, O.S.B.Oliv. † (1º settembre 1636 - 12 maggio[49] 1637 deceduto)
- Giovanni Spennazzi † (5 ottobre 1637 - 11 agosto 1658 deceduto)
  - Sede vacante (1658-1664)
- Giocondo Turamini † (31 marzo 1664 - 17 gennaio 1665 deceduto)
- Giovanni Checconi † (11 novembre 1665 - 19 marzo 1668 deceduto)
- Girolamo Borghesi, O.S.B. † (17 settembre 1668 - 15 gennaio 1698 deceduto)
- Antonio Forteguerri † (15 settembre 1698 - 10 gennaio[49] 1714 deceduto)
- Ascanio Silvestri † (13 giugno 1714 - 14 novembre[49] 1724 deceduto)
- Cinugo Settimio Cinughi † (18 aprile 1725 - 7 marzo[49] 1740 deceduto)
- Francesco Maria II Piccolomini † (3 luglio 1741 - 27 gennaio 1772 dimesso[54])

### Vescovi di Chiusi e Pienza
- Giustino Bagnesi, O.S.B.Oliv. † (15 giugno 1772 - 10 gennaio 1775 deceduto)
- Giuseppe Pannilini † (13 novembre 1775 - 12 agosto 1823 deceduto)
- Giacinto Pippi † (12 luglio 1824 - 30 dicembre 1839 deceduto)
  - Sede vacante (1839-1843)
- Giovanni Battista Ciofi † (27 gennaio 1843 - 25 marzo 1870 deceduto)
  - Sede vacante (1870-1872)
- Raffaele Bianchi † (29 luglio 1872 - 30 dicembre 1889 dimesso[55])
- Giacomo Bellucci † (30 dicembre 1889 - 19 febbraio 1917 deceduto)
- Giuseppe Conti † (22 marzo 1917 - 24 aprile 1941 deceduto)
- Carlo Baldini, O.M.D. † (31 luglio 1941 - 2 gennaio 1970 deceduto)[56]
  - Sede vacante (1970-1975)[57]
- Alberto Giglioli † (7 ottobre 1975 - 30 settembre 1986 nominato vescovo di Montepulciano-Chiusi-Pienza)

### Vescovi di Montepulciano-Chiusi-Pienza
- Alberto Giglioli † (30 settembre 1986 - 25 marzo 2000 ritirato)
- Rodolfo Cetoloni, O.F.M. (25 marzo 2000 - 28 maggio 2013 nominato vescovo di Grosseto)
- Stefano Manetti (31 gennaio 2014 - 21 aprile 2022 nominato vescovo di Fiesole)[58]
- Augusto Paolo Lojudice, dal 21 luglio 2022

## Statistiche
La diocesi nel 2023 su una popolazione di 71.700 persone contava 67.700 battezzati, corrispondenti al 94,4% del totale.
| anno                                   | popolazione | popolazione | popolazione | presbiteri | presbiteri | presbiteri | presbiteri                | diaconi | religiosi | religiosi | parrocchie |
| anno                                   | battezzati  | totale      | %           | numero     | secolari   | regolari   | battezzati per presbitero | diaconi | uomini    | donne     | parrocchie |
| -------------------------------------- | ----------- | ----------- | ----------- | ---------- | ---------- | ---------- | ------------------------- | ------- | --------- | --------- | ---------- |
| diocesi di Montepulciano               |             |             |             |            |            |            |                           |         |           |           |            |
| 1950                                   | 20.000      | 20.000      | 100,0       | 41         | 34         | 7          | 487                       |         | 7         | 27        | 19         |
| 1969                                   | 16.250      | 16.300      | 99,7        | 22         | 22         |            | 738                       |         |           |           | 17         |
| 1980                                   | 14.850      | 15.100      | 98,3        | 27         | 20         | 7          | 550                       |         | 8         | 35        | 18         |
| diocesi di Chiusi e Pienza             |             |             |             |            |            |            |                           |         |           |           |            |
| 1950                                   | 30.000      | 30.000      | 100,0       | 50         | 40         | 10         | 600                       |         | 10        | 57        | 36         |
| 1970                                   | 26.000      | 26.000      | 100,0       | 38         | 35         | 3          | 684                       |         | 4         | 45        | 36         |
| 1980                                   | 49.345      | 59.501      | 82,9        | 59         | 57         | 2          | 836                       |         | 11        | 133       | 61         |
| diocesi di Montepulciano-Chiusi-Pienza |             |             |             |            |            |            |                           |         |           |           |            |
| 1990                                   | 71.500      | 72.000      | 99,3        | 75         | 59         | 16         | 953                       |         | 18        | 130       | 46         |
| 1999                                   | 69.669      | 71.844      | 97,0        | 70         | 56         | 14         | 995                       | 1       | 14        | 107       | 46         |
| 2000                                   | 69.705      | 71.890      | 97,0        | 70         | 56         | 14         | 995                       | 1       | 14        | 95        | 46         |
| 2001                                   | 69.164      | 71.525      | 96,7        | 72         | 56         | 16         | 960                       | 1       | 18        | 91        | 46         |
| 2002                                   | 69.539      | 72.545      | 95,9        | 64         | 47         | 17         | 1.086                     | 1       | 18        | 92        | 46         |
| 2003                                   | 69.500      | 72.500      | 95,9        | 80         | 61         | 19         | 868                       | 1       | 20        | 95        | 46         |
| 2004                                   | 70.100      | 73.100      | 95,9        | 78         | 59         | 19         | 898                       | 1       | 20        | 83        | 46         |
| 2013                                   | 69.953      | 73.134      | 95,7        | 63         | 45         | 18         | 1.110                     | 3       | 18        | 54        | 46         |
| 2016                                   | 68.445      | 71.483      | 95,8        | 57         | 45         | 12         | 1.200                     |         | 13        | 53        | 46         |
| 2019                                   | 68.566      | 72.224      | 94,9        | 61         | 47         | 14         | 1.124                     |         | 15        | 67        | 46         |
| 2021                                   | 68.573      | 72.230      | 94,9        | 55         | 42         | 13         | 1.246                     |         | 13        | 70        | 46         |
| 2023                                   | 67.700      | 71.700      | 94,4        | 53         | 41         | 12         | 1.277                     | 1       | 12        | 70        | 46         |

### Per la sede di Montepulciano
- Società Storica Poliziana (a cura di), La Chiesa Cattedrale di Montepulciano, Montepulciano, Le Balze, 2005.
- Giuseppe Cappelletti, Le Chiese d'Italia dalla loro origine sino ai nostri giorni, vol. XVIII, Venezia, 1862,  pp. 299–319.
- (LA) Pius Bonifacius Gams, Series episcoporum Ecclesiae Catholicae, Graz, 1957,  p. 744.
- (LA)  Konrad Eubel, Hierarchia Catholica Medii Aevi, vol. 3, p. 249; vol. 4, p. 248; vol. 5, p. 275; vol. 6, p. 296.

### Per la sede di Chiusi
- (EN) La diocesi, su catholic-hierarchy.org.
- (LA) Ferdinando Ughelli, Italia sacra, vol. III, seconda edizione, Venezia, 1718,  coll. 585–654.
- Francesco Lanzoni, Le diocesi d'Italia dalle origini al principio del secolo VII (an. 604), vol. I, Faenza, 1927,  pp. 552–554.
- Giuseppe Cappelletti, Le Chiese d'Italia dalla loro origine sino ai nostri giorni, vol. XVII, Venezia, 1862,  pp. 562–603, 625-632.
- (LA) Paul Fridolin Kehr, Italia pontificia, vol. III, Berolini, 1908,  pp. 231–251.
- (DE) Gerhard Schwartz, 'Die Besetzung der Bistümer Reichsitaliens unter den sächsischen und salischen Kaisern : mit den Listen der Bischöfe, 951-1122, Leipzig-Berlin, 1913,  pp. 203–204.
- Enrico Barni e Giacomo Bersotti, La Diocesi di Chiusi, Chiusi, Edizioni Luì, 1999.
- (LA) Pius Bonifacius Gams, Series episcoporum Ecclesiae Catholicae, Graz, 1957,  pp. 753–754.
- (LA)  Konrad Eubel, Hierarchia Catholica Medii Aevi, vol. 1, p. 195; vol. 2, pp. 131–132; vol. 3, p. 171; vol. 4, pp. 154–155; vol. 5, pp. 162–163; vol. 6, p. 171.

### Per la sede di Pienza
- (EN) La diocesi, su catholic-hierarchy.org.
- Giuseppe Cappelletti, Le Chiese d'Italia dalla loro origine sino ai nostri giorni, vol. XVII, Venezia, 1862,  pp. 604–629.
- Giuseppe Chironi (a cura di), L'Archivio diocesano di Pienza. Inventario (PDF), Strumenti CXLI, Pubblicazioni degli Archivi di Stato, 2000.
- (LA) Pius Bonifacius Gams, Series episcoporum Ecclesiae Catholicae, Graz, 1957,  pp. 743–744, 754.
- (LA)  Konrad Eubel, Hierarchia Catholica Medii Aevi, vol. 3, p. 212; vol. 4, p. 280; vol. 5, p. 314; vol. 6, p. 338.
- (LA) Bolla Pro excellenti, in Bullarum diplomatum et privilegiorum sanctorum Romanorum pontificum Taurinensis editio, vol. V,  pp. 166–169.
- (LA) Bolla Ad exequendum, in Bullarum diplomatum et privilegiorum sanctorum Romanorum pontificum Taurinensis editio, vol. X,  p. 143.